# South Kensington (metrostation)
South Kensington is een station van de metro van Londen aan de Circle Line en de Piccadilly Line. Het metrostation, dat in 1868 is geopend, ligt in de wijk South Kensington.
De hoofdingang bevindt zich op het kruispunt van Old Brompton Road, Thurloe Place, Harrington Road, Onslow Place en Pelham Street.
Er zijn zijingangen gelegen langs de Exhibition Road en bij deze ingangen zijn er voetgangerstunnels die een rechtstreekse toegang mogelijk maken tot het Natural History Museum, Science Museum en Victoria and Albert Museum. Dit station bedient ook de nabijgelegen Royal Albert Hall, Imperial College London, het Royal College of Music en de Londense vestiging van het Goethe-Institut.

## Bovengronds

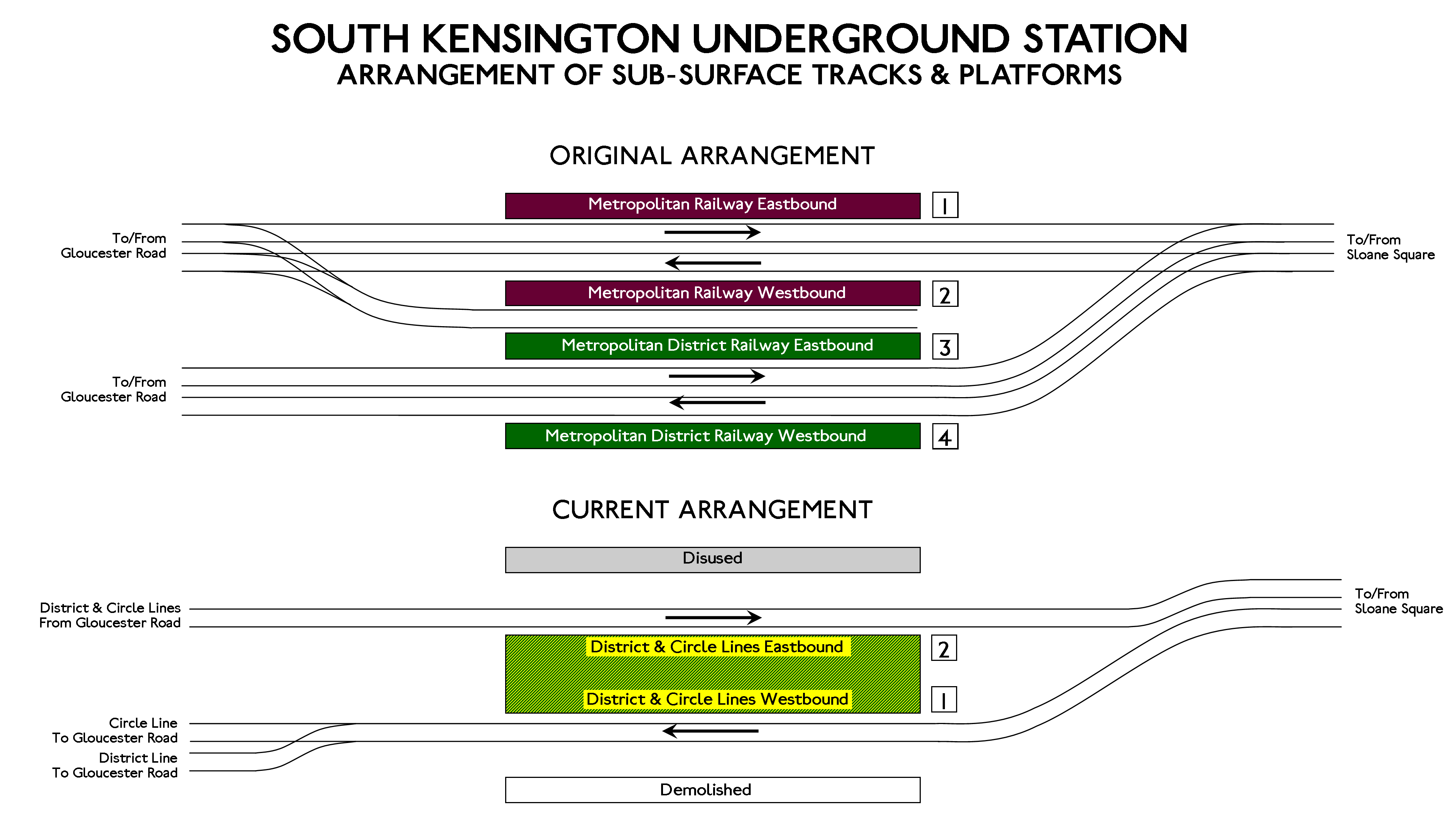
De perrons van het bovengrondse deel van South Kensington

Op 24 december 1868 opende de Metropolitan District Railway (MDR), de latere District Line, twee sporen van het station als haar westelijke eindpunt. De Metropolitan Railway (MR) nam op dezelfde dag de verlenging van haar tak door Kensington in gebruik zodat ze in South Kensington aansluiting had op de MDR. Op 1 augustus 1870 werden tussen Gloucester Road en South Kensington nog twee extra sporen in gebruik genomen zodat de MR op de twee noordelijke sporen haar dienst kon onderhouden. De MDR kon zo haar pendeldienst tussen Gloucester Road en West Brompton via de twee zuidelijke sporen verbinden met de rest van haar traject zodat een doorgaande dienst ontstond vanaf West Brompton. Het station kreeg toen 4 perrons en een kopspoor voor de MR tussen het tweede en derde perron. De verbinding tussen beide maatschappijen was hiermee ook verlegd naar de oostkant van het station. In 1872 begon de middle circle dienst, de eerste aanzet tot de Circle Line, die vanaf Moorgate via Paddington en de West London Line de MDR bereikte en via South Kensington doorreed naar Mansion House. De huidige Circle Line is in 1949 geformaliseerd en gebruikt tussen Paddington en South Kensington de Kensingtontak van de MR. De lijn werd aan beide uiteinden verlengd en in 1884 werd, in samenwerking met de Metropolitan Line, de cirkel om de binnenstad gesloten. Het aantal reizigers groeide gestaag en om deze drukte op te vangen stelde de MDR voor om een expresslijn te bouwen. In 1897 verleende het parlement toestemming voor de bouw, maar tot voltooiing is het nooit gekomen. In 1966 is het station verbouwd waarbij het aantal sporen is teruggebracht tot 3 en de hele treindienst vanaf het eilandperron wordt afgewikkeld. In het kader van een stroomlijning van de treindienst zijn de buitenperrons buiten gebruik gesteld en heeft de Circle Line tussen South Kensington en Gloucester Road een eigen spoor om te voorkomen dat vertragingen op de ene lijn ook vertragingen op de andere veroorzaken. 

## Ondergronds
De voorgestelde expresslijn zou ondergronds in een geboorde tunnel gaan lopen met een tunnelingang bij Gloucester Road en ondergrondse stations bij South Kensington en Charing Cross, thans Embankment. In samenhang met de aanleg van de Great Northern, Piccadilly and Brompton Railway (GNP&BR) werden onder station South Kensington perrontunnels geboord voor zowel de GNP&BR als de MDR-Expresslijn met een onderlinge overstapmogelijkheid tussen de beide lijnen. Drie jaar na de goedkeuring voor de expresslijn werd de Central London Railway geopend en werden zowel de District (MDR) als de Metropolitan (MR) genoodzaakt om ook stappen te zetten naar elektrificatie wat met de expresslijn ook het geval zou zijn geweest. Korte tijd later werd de District echter opgekocht door Charles Yerkes die tevens drie in aanbouw zijnde lijnen met geboorde tunnels, namelijk de Baker Street and Waterloo Railway (BS&WR), de Great Northern, Piccadilly and Brompton Railway (GNP&BR) en de Charing Cross, Euston and Hampstead Railway (CCE&HR) verwierf. Yerkes zag de Piccadilly als goede oost-west route waarmee de MDR-expresslijn in de archieven verdween. De perrontunnel voor de expresslijn is later gebruikt voor de roltrappen in de verbinding tussen bovengrondse perrons en de perrons van de Piccadilly Line.
Hammersmith · 
Goldhawk Road · 
Shepherd's Bush Market · 
Wood Lane · 
Latimer Road · 
Ladbroke Grove · 
Westbourne Park · 
Royal Oak · 
Paddington · 
Edgware Road · 
Baker Street · 
Great Portland Street · 
Euston Square · 
King's Cross St. Pancras · 
Farringdon · 
Barbican · 
Moorgate · 
Liverpool Street · 
Aldgate · 
Tower Hill · 
Monument · 
Cannon Street · 
Mansion House · 
Blackfriars · 
Temple · 
Embankment · 
Westminster · 
St. James's Park · 
Victoria · 
Sloane Square · 
South Kensington · 
Gloucester Road · 
High Street Kensington · 
Notting Hill Gate · 
Bayswater · 
Paddington · 
Edgware Road